# August Bausch

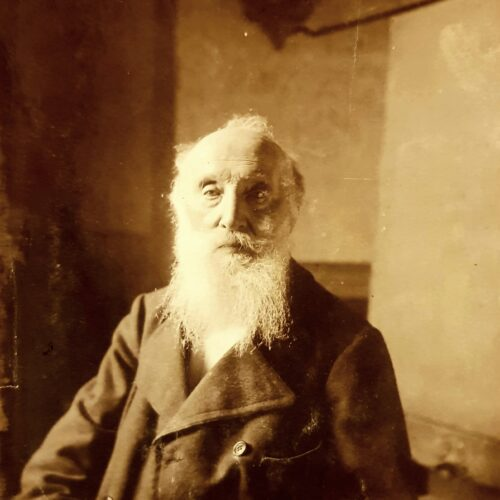
August Bausch

August Bausch (* 2. März 1818 in Bonn; † 28. Februar 1909) war ein deutscher Historien-, Genre- und Porträtmaler der Düsseldorfer Schule.

## Leben

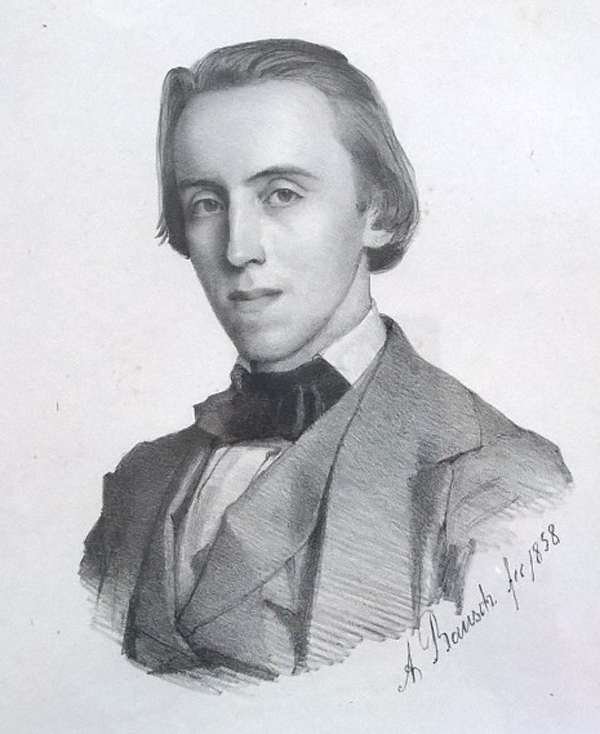
Hermann Deiters, 1858

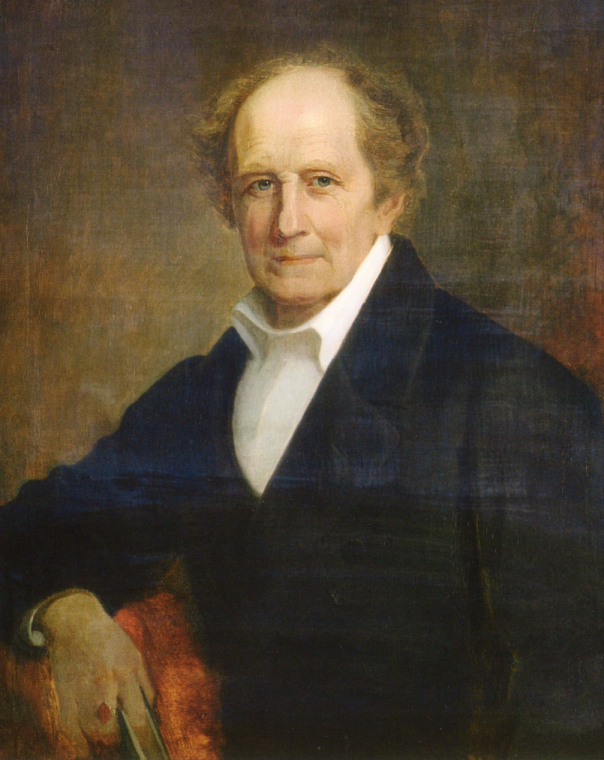
Friedrich Wilhelm August Argelander, um 1868

Bausch kam aus Bonn an die Kunstakademie Düsseldorf. Dort war von 1835 bis 1839 Karl Ferdinand Sohn sein Lehrer. Nach dem Studium war er in Düsseldorf und Bonn tätig. 1839 stellte er in Frankfurt am Main das Bild Abraham und Isaaks Opferung aus. Als Historienmaler fiel er dem Kunstprofessor Rudolf Wiegmann durch seine Gemälde Gretchen und Martha (nach Goethes Faust) (1841) und Tempelritter auf der Morgenwache (1843) auf. Einen Namen machte sich Bausch allerdings als Porträtmaler und Porträtzeichner in seiner Heimatstadt Bonn, wo er insbesondere Studentenbildnisse schuf, etwa das seines Neffen Hermann Deiters. Bekannt ist auch sein um 1868 entstandenes Porträt des Bonner Astronomen Friedrich Wilhelm August Argelander.
Bausch war Mitglied der Lese- und Erholungs-Gesellschaft von 1787 in Bonn.

## Werke (Auswahl)
- Der Heilige Servatius im Bischofsornat, 1840[7]
- Orientalische Hafenstadt mit Dschunke und chinesischen Händlerbooten, Öl auf Platte, 32 × 46 cm[8]